# Pita (prefectuur)
Pita is een prefectuur in de regio Mamou van Guinee. De hoofdstad is Pita, die tevens de hoofdstad van de regio Mamou is. De prefectuur heeft een oppervlakte van 4.510 km² en heeft 278.530 inwoners.
De prefectuur ligt in het midden van het land in het hoogland van Fouta Djalon.

## Subprefecturen
De prefectuur is administratief verdeeld in 14 sub-prefecturen:
- Pita-Centre
- Bantignel
- Bourouwal-Tappé
- Dongol-Touma
- Gongore
- Ley-Miro
- Maci
- Ninguélandé
- Sangaréah
- Sintali
- Timbi-Madina
- Timbi-Touny
- Djindjin
- Keriwel